# 최경창
최경창(崔慶昌, 1539년 ~ 1583년)은 조선의 문신이자 시인이다. 자는 가운, 호는 고죽, 본관은 해주이며, 사후 이조판서에 증직되었다. 최규서(崔奎瑞)는 그의 현손이며, 이민서는 그의 생손(甥孫)이며, 이덕수(李德壽)는 현손녀사위[玄孫壻]이다.

## 생애
1568년(선조 원년)에 문과에 급제했다. 이후 여러 관직을 거쳐 1582년(선조 15년) 종성 부사를 거쳐 1583년(선조 16년) 방어사의 종사관에 임명되어 서울로 올라오던 도중 죽었다.

## 일화
기생 출신의 첩 홍랑과 시문을 교유한 일화가 유명하다. 시를 잘 지었으며 피리도 잘 불었다. 어려서 영암 바닷가에 살 때 해적의 무리에게 포위되자 퉁소를 구슬프게 불었는데, 그 연주법이 너무 뛰어나 해적들은 신이 부는 것이라고 생각하여 모두 흩어져 돌아갔다.

## 조선 중기 팔문장계
문장에 뛰어나 이이, 송익필, 이달, 최립, 백광훈, 이산해, 하응림 등과 함께 팔문장계로 불렸다.

## 저서
- 《고죽유고》
- 한국어 위키문헌에 이 글과 관련된 원문이 있습니다. 한시 〈기성진상좌승〉(寄性眞上座僧)

## 전기 자료
- 박세채, 《남계집》 권12, 고죽시집 후서[7]